# The Ska EP
The Ska EP – nieoficjalna epka brytyjskiej piosenkarki soulowej Amy Winehouse, wydana w sierpniu 2008 roku przez wydawnictwo muzyczne 2 Soul Records. Minialbum zawiera 4 kompozycje, w tym cover przeboju Sam Cooke „Cupid”, notowany na 49. miejscu szwajcarskiej listy przebojów Schweizer Hitparade. EP został wydany w formacie 7".

## Lista utworów
Opracowano na podstawie materiału źródłowego.
A1: „Monkey Man” (cover Toots and The Maytals)
A2: „Hey Little Rich Girl” (cover The Specials)
B1: „You're Wondering Now” (cover The Skatalites)
B2: „Cupid” (cover Sam Cooke)